# Megachile amputata
Megachile amputata là một loài Hymenoptera trong họ Megachilidae. Loài này được Smith mô tả khoa học năm 1857.